# Ajuda Sport de Bissau
L'Ajuda Sport de Bissau est un club bissau-guinéen de football basé à Bissau.

## Palmarès
- Coupe de Guinée-Bissau de football
  - Vainqueur : 1974, 1982
  - Finaliste : 1977, 1980